# 로버토 어과이어
로버토 어과이어(영어: Roberto Aguire, 1988년 ~ )는 미국의 배우, 프로듀서이다. 캘리포니아주 출신인 그는 멕시코 출신 이민자 가정에서 태어났다. 2014년 영화 《블러바드》에서 로빈 윌리엄스의 상대 역으로 출연했다.

## 영화
- 스트럭 바이 라이트닝
- 블러바드 (영화)

## 텔레비전
- NCIS: 뉴올리언스
- 프리티 리틀 라이어스
- 리썰 웨폰 (드라마)